# Vincent Valentine (football américain)
(en) Statistiques sur pro-football-reference
Vincent Valentine (né le 23 février 1994 à Madison, Illinois) est un joueur américain de football américain évoluant au poste de defensive tackle. Sélectionné en 96e position au troisième tour de la draft 2016 de la NFL par les Patriots de la Nouvelle-Angleterre, il remporte dès sa première année en National Football League le Super Bowl LI.

## Biographie

### Carrière universitaire
Vincent Valentine joue pour les Cornhuskers du Nebraska de 2012 à 2015.

### Carrière professionnelle
Vincent Valentine est sélectionné au troisième tour de la draft 2016 de la NFL par les Patriots de la Nouvelle-Angleterre au 96e choix. Il réussit son premier sack en carrière dès sa première rencontre contre les Cardinals de l'Arizona sur le quarterback Carson Palmer. Valentine apporte ses aptitudes physiques à la défense des Patriots et élève son niveau dans les moments les plus importants. À la fin de sa première saison NFL, il remporte avec les Patriots son premier Super Bowl, le Super Bowl LI, sur le score de 34 à 28 contre les Falcons d'Atlanta.

## Palmarès
- Vainqueur du Super Bowl LI avec les Patriots de la Nouvelle-Angleterre